# Wonder Woman
Wonder Woman is een fictieve superheldin uit de strips van DC Comics. Ze werd bedacht door William Moulton Marston. Hij baseerde het personage op zijn vrouw Elizabeth Holloway Marston en zijn geliefde Olive Byrne. Wonder Woman was een van de eerste vrouwelijke helden in de strips, en is tevens een van de bekendste.

## Wonder Womans oorsprong
Wonder Woman is in werkelijkheid Diana, prinses van de Amazonen uit de Griekse mythologie. Haar moeder is de Amazonekoningin Hippolyta. Ze kreeg van de Olympische goden verschillende bovenmenselijke krachten en wapens. Ze wordt vaak omschreven als "mooi als Aphrodite, slim als Athena, sneller dan Hermes en sterker dan Hercules".

## Geschiedenis
In de jaren 40 van de 20e eeuw werden de strips van DC Comics gedomineerd door mannelijke helden zoals Green Lantern, Batman en Superman. Toen schrijver William Moulton Marston de opdracht kreeg een nieuwe held te bedenken, spoorde zijn vrouw hem aan een vrouwelijke held te maken.

William Moulton Marston, a psychologist already famous for inventing the polygraph (forerunner to the magic lasso), struck upon an idea for a new kind of superhero, one who would triumph not with fists or firepower, but with love. 'Fine,' said Elizabeth. 'But make her a woman.'

Wonder Woman maakte haar debuut in All Star Comics nr. 8 (december 1941), de op een na bestverkochte stripserie van DC Comics.
Net als veel personages van DC Comics zijn Wonder Womans achtergrond en geschiedenis in de loop der jaren een paar keer aangepast.

### Oorspronkelijke Wonder Woman
In haar oorspronkelijke vorm was Wonder Woman de prinses van een stam Amazonen die op een geheim eiland ver van de rest van de wereld woonden. Tijdens de Tweede Wereldoorlog stortte een Amerikaanse piloot genaamd Steve Trevor neer vlak bij dit eiland. Diana vond hem en wist hem te genezen. Ze werd spontaan verliefd op de man. Rond dezelfde tijd werd aangekondigd dat het tijd was om een Amazonekrijgster te kiezen die naar de “mannenwereld” moest afreizen om het kwaad van de nazi's te bevechten. Hiertoe werd een groot toernooi gehouden, waar Diana tegen haar moeders wil aan deelnam.
Diana won en kreeg zo haar krachten. Daarna verliet ze het eiland en ging samen met Steve Trevor naar Amerika. Daar nam ze de schuilnaam Lt. Diana Prince aan. Daarna begon ze als Wonder Woman mee te vechten met de geallieerden. In deze tijd sloot ze zich ook aan bij de Justice Society of America.
Na de Tweede Wereldoorlog, in de jaren 50, begon Wonder Womans’ personage te veranderen. Zo werden haar uitspraken minder feministisch. Ook werd onthuld dat ze haar krachten had gekregen van de olympische goden.
In de jaren 60 verloor Wonder Woman haar krachten toen ze besloot in de mannenwereld te blijven in plaats van met de andere Amazonen naar een andere dimensie te vertrekken. Hierna leerde ze van een Chinese mentor de oosterse vechtkunsten. Tevens leerde ze met nieuwe wapens om te gaan. Wonder Woman ging hierna werken als een superspion en vigilante.
In 1973 werd Wonder Woman weer hersteld naar het personage dat ze oorspronkelijk was, en werd ze lid van de Justice League.

### Moderne Wonder Woman
Na het verhaal “Crisis on Infinite Earths” ondergingen veel personages van DC Comics grote veranderingen. Ook Wonder Woman werd aangepast. In deze nieuwe versie werd Wonder Woman weer een stuk feministischer. Haar achtergrond werd verder uitgewerkt met elementen uit de Griekse Mythologie. Wonder Woman was nu een prinses van het eiland Themyscira. Ook nu kreeg ze haar krachten van verschillende goden.
Toen ze voor het eerst het eiland verliet beschouwde Wonder Woman zichzelf niet als een superheldin, noch probeerde ze haar identiteit geheim te houden. Ze was ook een stuk minder zelfverzekerd dan in haar originele versie. Tevens sprak ze aanvankelijk alleen oud Grieks en moest Engels leren. Desondanks was ze een goed getrainde vechter en werd al snel een van de grootste helden van het DC Universum.
De bijpersonages van Wonder Woman werden ook veranderd. In deze nieuwe versie was Steve Trevor een luchtmachtofficier en een stuk ouder dan Diana.

## Krachten en vaardigheden
Wonder Woman beschikt over een groot aantal krachten. Ze is bovenmenselijk sterk en snel, en heeft een bovenmenselijk uithoudingsvermogen. Deze krachten komen door een mystieke band die ze heeft met de Aarde. Fysiek is Wonder Woman een van de sterkste helden in het DC Universum. Ze kan zich zelfs staande houden tegen Superman. Ze is echter niet geheel onkwetsbaar, en kan worden verwond door kogels of andere wapens. Ze kan razendsnel genezen van deze verwondingen, evenals van ziektes en gif(soorten). Sinds het verhaal Crisis on Infinite Earths heeft ze de mogelijkheid om te vliegen.
Wonder Woman is ook immuun voor de meeste magische wapens en aanvallen, en heeft veel ervaring in het bevechten van magische tegenstanders.
Wonder Woman staat tevens bekend als een van de beste krijgers van de Amazones. Ze is een meester in gewapende en ongewapende gevechten. Ze gebruikt een speciale vechttechniek die enkel door haar volk wordt beoefend. Derhalve is ze erg lastig te verslaan.
Naast kracht heeft Wonder Woman van de goden ook wijsheid gekregen. Ze is derhalve een meesterstrateeg.

## Wapens en hulpmiddelen
Wonder Woman beschikt over een arsenaal van magische wapens. Zo heeft ze onverwoestbare armbanden, waarmee ze de meeste projectielen, zoals kogels uit vuurwapens, kan afketsen. Gecombineerd met haar snelheid vormen de armbanden effectieve bescherming.
Wonder Womans bekendste wapen is de “lasso van de waarheid”. De lasso is absoluut onbreekbaar en kan zelfs Superman of Captain Marvel vasthouden. De lasso gloeit als hij gebruikt wordt met een goudkleurig aura. De naam van de lasso komt van het feit dat een ieder die ermee vast wordt gehouden enkel nog de waarheid kan spreken. Tevens kan de lasso iemands geheugen herstellen, illusies doorbreken en de personen binnen de lasso beschermen.
Wonder Womans tiara kan dienen als wapen, zeker wanneer hij met haar bovenmenselijke kracht gegooid wordt. De vlijmscherpe tiara kan door vrijwel alles heen snijden en vormt een effectief langeafstandswapen.
Andere wapens die minder vaak worden gebruikt zijn de sandalen van Hermes, de handschoen van Atlas (die de kracht van de drager vertienvoudigt) en een discus van buitenaardse oorsprong die kan veranderen in elk voertuig dat ze maar wenst. In de strips van voor Crisis on Infinite Earths, toen Wonder Woman nog niet zelf kon vliegen, maakte ze vaak gebruik van een onzichtbaar vliegtuig dat onder andere over eigen kunstmatige intelligentie en persoonlijkheid beschikte.

## In andere media
- Wonder Woman maakte haar debuut buiten de strips in een filmpje van de animatieserie The Brady Kids.
- Wonder Woman was een vast personage in de serie Super Friends.
- In 1974 werd een gelijknamige televisiefilm over Wonder Woman gemaakt. De Wonder Woman in deze film was de krachtloze versie uit de jaren 60. De film moest dienen als pilot voor een televisieserie, maar die kwam er niet.
- Van 1975 tot 1979 verscheen een live-action-televisieserie over Wonder Woman.
- Wonder Woman had een gastoptreden in de animatieserie Superman uit 1988.
- Wonder Woman was tevens een vast personage in de series Justice League en Justice League Unlimited.
- Wonder Woman speelt mee in de animatiefilm Justice League: The New Frontier uit 2008.
- In 2009 verscheen een animatiefilm met de titel Wonder Woman.
- In 2011 produceerde NBC een pilotaflevering voor een nieuwe Wonder Woman-serie, met Adrianne Palicki als Wonder Woman. De serie kwam echter niet tot stand.[3]
- In 2014 verscheen Wonder Woman in de animatiefilm The Lego Movie als Lego-versie. Haar originele stem werd ingesproken door Cobie Smulders, en de Nederlandse stem door Tineke Blok. Ook in het vervolg The Lego Movie 2: The Second Part uit 2019 verscheen ze, opnieuw ingesproken door Smulders maar ditmaal door Fleur van de Water in de Nederlandse versie.
- In 2016 speelde Gal Gadot Wonder Woman in de film Batman v Superman: Dawn of Justice, met Henry Cavill als Superman en Ben Affleck als Batman.
- In 2017 speelde Gal Gadot opnieuw de rol van Wonder Woman, ditmaal als hoofdrolspeelster in de film Wonder Woman. Tevens kwam in 2017 de film Justice League uit waarin zij wederom speelde naast Ben Affleck en Henry Cavil en Ezra Miller als Barry Allen / The Flash
- In 2020 kwam het langverwachte 2e deel Wonder Woman 1984 uit. Met welhaast dezelfde cast als in Wonder Woman, in de DC Timeline gesitueerd tussen Wonder Woman en Batman v Superman: Dawn of the Justice League.
- In 2021 verscheen Wonder Woman, tevens weer gespeeld door Gal Gadot, in de film Zack Snyder's Justice League.
- In 2023 verscheen Wonder Woman, tevens weer gespeeld door Gal Gadot, in de films Shazam! Fury of the Gods en The Flash als een cameorol.